# عین‌الکروم
عین الکروم (به عربی: عین الکروم) یک روستا در سوریه است که در ناحیه مرکزی سقیلبیه واقع شده‌است. عین الکروم ۳٬۹۲۹ نفر جمعیت دارد.